# Ivan Schranz
Ivan Schranz (ur. 13 września 1993 w Bratysławie) – słowacki piłkarz, występujący na pozycji napastnika w czeskim klubie Slavia Praga oraz w reprezentacji Słowacji. Uczestnik Mistrzostw Europy 2024. 
Wychowanek Interu Bratysława, w trakcie swojej kariery grał także w takich klubach, jak FC Petržalka, Spartak Trnawa, Sparta Praga, FK Dukla Praga, AEL Limassol, Dynamo Czeskie Budziejowice oraz FK Jablonec.

## Kariera reprezentacyjna
4 września 2020 roku zadebiutował w reprezentacji Słowacji w przegranym 1:3 meczu przeciwko Czechom w ramach Ligi Narodów UEFA 2020/21, w którym również zdobył swoją pierwszą bramkę.
W maju 2021 roku został włączony do ostatecznej kadry Słowacji na przełożony turniej UEFA Euro 2020, jednak nie wystąpił w żadnym spotkaniu.
W czerwcu 2024 roku został powołany do reprezentacji Słowacji na Euro 2024. Zdobył jedyną bramkę w meczu otwarcia, w którym Słowacja sensacyjnie wygrała 1:0 z Belgią. Ponownie strzelił gola w przegranym 1:2 meczu z Ukrainą, co uczyniło go pierwszym słowackim piłkarzem, który zdobył więcej niż jedną bramkę na Mistrzostwach Europy. Ostatecznie z 3 bramkami na koncie został jednym z sześciu królów strzelców turnieju.